# Thung lũng Thiêng
Thung lũng Thiêng của người Inca (tiếng Tây Ban Nha: Valle Sagrado de los Incas; tiếng Quechua: Willka Qhichwa) hoặc Thung lũng Urumbamba là một thung lũng trong dãy núi Andes của Peru, cách 20 kilômét (12 mi) về phía bắc của thành phố Cuzco, thủ đô của Đế quốc Inca. Trong các tài liệu thuộc địa, nó còn được gọi là "Thung lũng Yucay". Thung lũng Thiêng được hợp nhất vào Đế quốc Inca sơ khai trong khoảng thời gian từ năm 1000 cho đến năm 1400.
Nó là một trong những địa điểm thu hút khách du lịch nhất tại Peru. Vào năm 2013, đã có 1,2 triệu du khách, trong đó có 2/3 không phải là người Peru ghé thăm Machu Picchu, địa điểm khảo cổ nổi tiếng nhất của thung lũng. Nhiều khách du lịch cũng đã đến thăm các địa điểm khảo cổ khác và các thị trấn hiện đại trong thung lũng Thiêng.
Trải dài từ Pisac đến Ollantaytambo, thung lũng màu mỡ này được tưới tiêu bởi sông Urubamba. Nền văn minh Chanapata lần đầu tiên chiếm đóng khu vực này bắt đầu từ khoảng năm 800 trước Công nguyên vì đất đai màu mỡ được sử dụng cho canh tác nông nghiệp. Nền văn minh Qotacalla sống trong thung lũng Thiêng từ năm 500 đến 900, sau đó đến nền văn minh Killke từ năm 900 cho đến khi Đế quốc Inca tiếp quản khu vực này vào năm 1420. Đế quốc Inca cai trị khu vực này cho đến khi người Tây Ban Nha đến.

## Địa lý
Thung lũng chạy từ tây sang đông được hiểu là bao gồm mọi thứ dọc theo sông Urubamba nằm giữa thị trấn Pisac và tàn tích Machu Picchu cách nhau khoảng 100 kilômét (62 mi). Thung lũng Thiêng dọc theo con sông có độ cao dao động từ 2.050 mét (6.730 ft) tại Urubamba bên dưới Machu Picchu cho đến 3.000 mét (9.800 ft) tại Pisac. Hai bên con sông, các ngọn núi cao hơn nhiều, đặc biệt là về phía nam, nơi có hai ngọn núi nổi bật nhìn ra thung lũng là Sahuasiray cao 5.818 mét (19.088 ft) và Veronica cao 5.893 mét (19.334 ft). Đây là thung lũng thâm canh rộng trung bình khoảng 1 kilômét (0,62 mi). Các thung lũng liền kề và ruộng bậc thang nông nghiệp (Andén) giúp mở rộng thêm diện tích đất đai có thể canh tác.
Thung lũng được hình thành bởi sông Urubamba, còn được gọi là Vilcanota, Willkanuta, trong tiếng Aymara có nghĩa là "ngôi nhà của mặt trời" hoặc Willkamayu trong ngữ hệ Quechua. Sau này, trong ngữ hệ Quechua vẫn được sử dụng bởi đế quốc Inca thì tên của nó có nghĩa là "dòng sông thiêng". Nó được nuôi dưỡng bởi nhiều nhánh sông khác đổ xuống thung lũng và hẻm núi liền kề, đồng thời là nơi chứa nhiều di tích khảo cổ và làng mạc. Thung lũng Thiêng là khu vực sản xuất ngô quan trọng nhất ở trung tâm của đế quốc Inca, và việc tiếp cận qua thung lũng tới các khu vực nhiệt đới đã tạo điều kiện thuận lợi cho việc nhập khẩu các sản phẩm như lá coca và ớt đến Cuzco.
Khí hậu của Urubamba mang nét đặc trưng của một thung lũng. Lượng mưa tập trung trong các tháng từ tháng 10 đến tháng 4, tổng cộng 527 milimét (20,7 in) mỗi năm và nhiệt độ trung bình hàng tháng dao động từ 15,4 °C (59,7 °F) vào tháng 11, tháng ấm nhất, đến 12,2 °C (54,0 °F) trong tháng 7, tháng lạnh nhất. Người Inca đã xây dựng các công trình thủy lợi rộng khắp trong thung lũng để chống lại việc lượng mưa thiếu hụt và theo mùa.

## Lịch sử
Những người Inca đầu tiên sống ở khu vực Cuzco. Bằng cách chinh phục hoặc ngoại giao, trong giai đoạn 1000 đến 1400, những người Inca đã giành được quyền kiểm soát về mặt hành chính đối với các nhóm dân tộc khác nhau sống trong hoặc gần Thung lũng Thiêng.
Sự hấp dẫn của Thung lũng thiêng đối với người Inca, ngoài việc nó gần với Cuzco, có lẽ là nó có độ cao thấp hơn và do đó ấm hơn bất kỳ khu vực lân cận nào khác. Độ cao thấp hơn cho phép ngô được trồng ở Thung lũng Thiêng, loại cây trồng để làm ra chicha, một loại đồ uống được làm từ ngô lên men được người Inca dùng trong các lễ hội và nghi lễ tôn giáo.

## Liên két ngoài
Tư liệu liên quan tới Thung lũng Thiêng tại Wikimedia Commons
 Hướng dẫn du lịch Thung lũng Thiêng của người Inca từ Wikivoyage